# Sergio Galoyan
Sergio Galoyan, pseudonimo di Sergej Sasunikovič Galojan (in russo Сергей Сасуникович Галоян?; Mosca, 25 dicembre 1981), è un compositore, disc jockey e produttore discografico russo.

## Carriera
Famoso soprattutto per aver composto un gran numero di brani delle t.A.T.u., è considerato uno dei creatori dello stesso duo musicale e ha composto i primi quattro singoli del primo album All the Things She Said, Not Gonna Get Us, 30 Minutes e Show Me Love (anche nelle rispettive versioni russe). Si è anche occupato di altre tracce e brani appartenenti agli altri album delle t.A.T.u., tra cui Cosmos, Sacrifice e Martian Eyes.
Sull'onda del successo internazionale del duo, fu messo sotto contratto dall'editore musicale inglese Appleby Music Ltd., lavorando principalmente con artisti occidentali. Galoyan ha infatti collaborato con Keith Flint (The Prodigy), Marilyn Manson, Jennifer Lopez, Vintage, Valerija, Clea, Alsou (sull'album 19) e Halsey.
Attualmente è impegnato come DJ solista, lavorando con vari artisti e cantanti da tutto il mondo.

## Vita privata
Nel 2005 ha sposato la manager delle t.A.T.u. Aleksandra Titjanko, conosciuta durante le registrazioni dell'album Dangerous and Moving, divorziando due anni dopo.

## Discografia

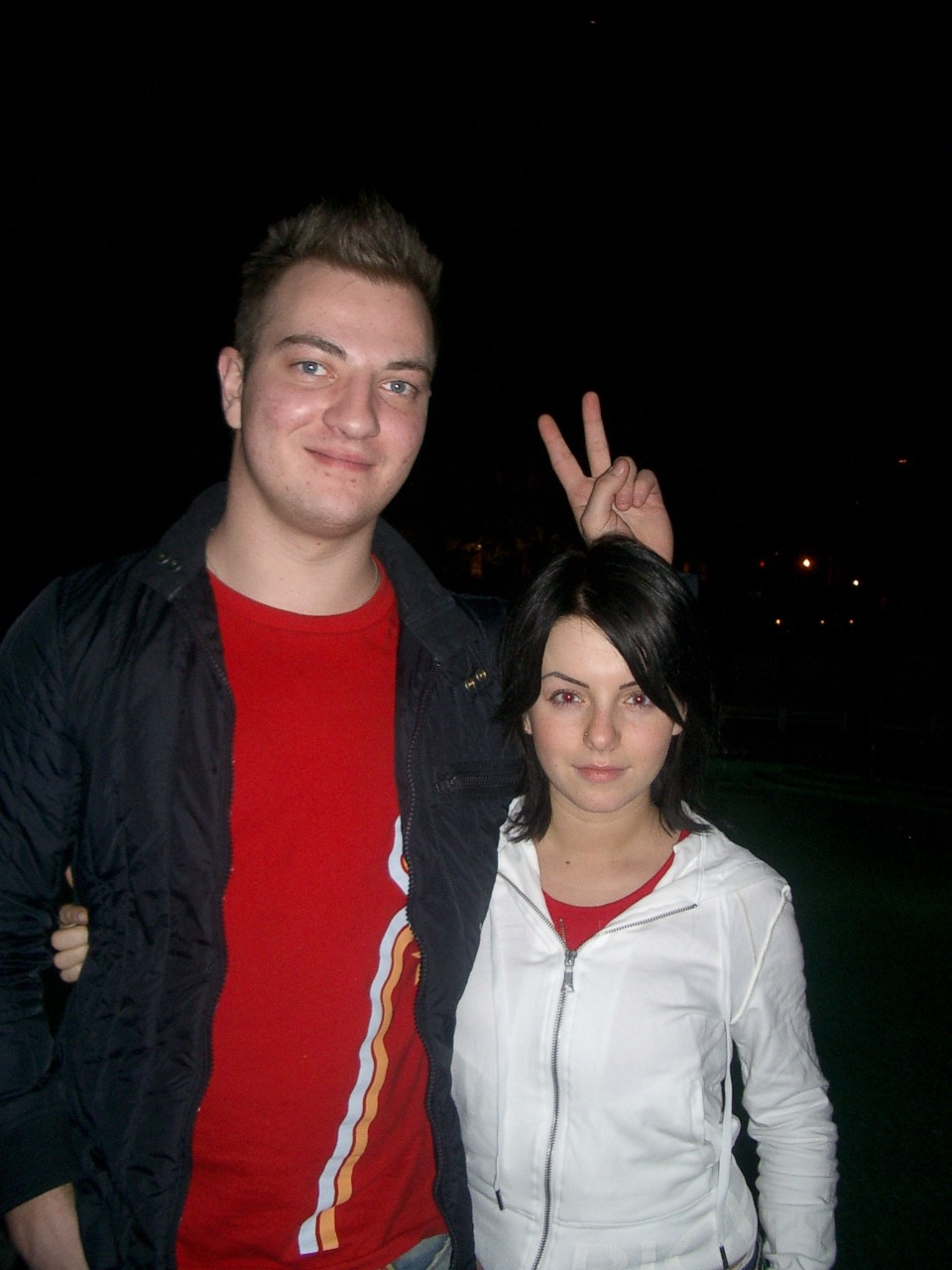
Sergio Galoyan nel 2004 insieme a Julia Volkova delle t.A.T.u.

### Come artista
- 2010 – Wrap It Up (feat. Claire Guy)
- 2010 – Everything (feat. Nire' Alldai)[7]
- 2011 – Knowing You (feat. Tamra Keenan)
- 2011 – Break The Night in Two (feat. Antonio)
- 2011 – Stay Hunghry, Stay Foolish
- 2012 – Knowing You (feat. Tamra Keenan)
- 2012 – Paradise (feat. Lena Katina)
- 2012 – Night of Your Life (feat. Julia Volkova) (demo)
- 2013 – Believe in Goodbyes (feat. Lena Katina) (demo)
- 2014 – Found Love (feat. Julia Volkova) (demo)
- 2019 – Found Love (feat. Drax)
- 2021 – Everything (feat. Nire Alldai)
- 2022 – Sargas (EP)

### Come compositore
- 2000: Ja sošla s uma – t.A.T.u.
- 2001: Nas ne dogonjat – t.A.T.u.
- 2001: 30 minut – t.A.T.u.
- 2001: Ja tvoja ne pervaja – t.A.T.u.
- 2001: Mal'čik gej – t.A.T.u.
- 2002: Not Gonna Get Us – t.A.T.u.
- 2002: All the Things She Said – t.A.T.u.
- 2002: Show Me Love – t.A.T.u.
- 2002: 30 Minutes – t.A.T.u.
- 2002: Malchik Gay – t.A.T.u.
- 2002: Ja sošla s uma – t.A.T.u. (la versione contenuta nell'album 200 km/h in the Wrong Lane)
- 2002: Nas ne dogonjat – t.A.T.u. (la versione contenuta nell'album 200 km/h in the Wrong Lane)
- 2005: Cosmos (Outer Space) – t.A.T.u.
- 2005: Sacrifice – t.A.T.u.
- 2005: Perfect Enemy – t.A.T.u.
- 2005: Vsja moja ljubov' - t.A.T.u.
- 2005: Novaja model' – t.A.T.u.
- 2005: Kosmos – t.A.T.u.
- 2008: Marsianskie glaza / Martian Eyes – t.A.T.u.
- 2008: Wild – Valerija
- 2008: Break It All – Valerija
- 2008: I Know – Valerija
- 2008: Out of Control – Valerija
- 2008: Love Sick – Valerija
- 2008: Here I Am – Valerija
- 2008: No One – Valerija
- 2008: There I'll Be – Valerija
- 2008: Where Are You? – Valerija
- 2008: Romantic – Valerija
- 2013: Kosmos – Vintage
- 2019: Nightmare – Halsey

### Remixes
- 2000: Ja sošla s uma (Sergio Galoyan Mix) – t.A.T.u.
- 2002: Dožd' (Sergio Galoyan Mix) – Alsou
- 2003: I'm Glad (Sergio Galoyan Mix) – Jennifer Lopez
- 2004: Download It (Sergio Dance Edit) – Clea
- 2005: This Is the New *hit (Sergio Galoyan Mix) – Marilyn Manson
- 2006: No Numbers (Sergio Galoyan Version) – Keith Flint
- 2010: Love Dealer (Sergio Galoyan Mix) – Justin Timberlake feat. Esmee Denters